# Oskar Döll

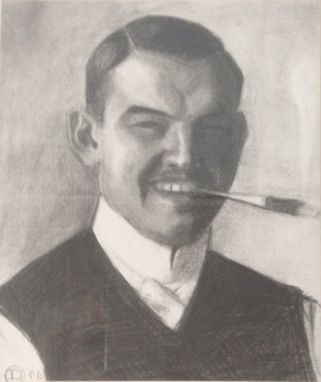
Selbstporträt von Oskar Döll, 1906

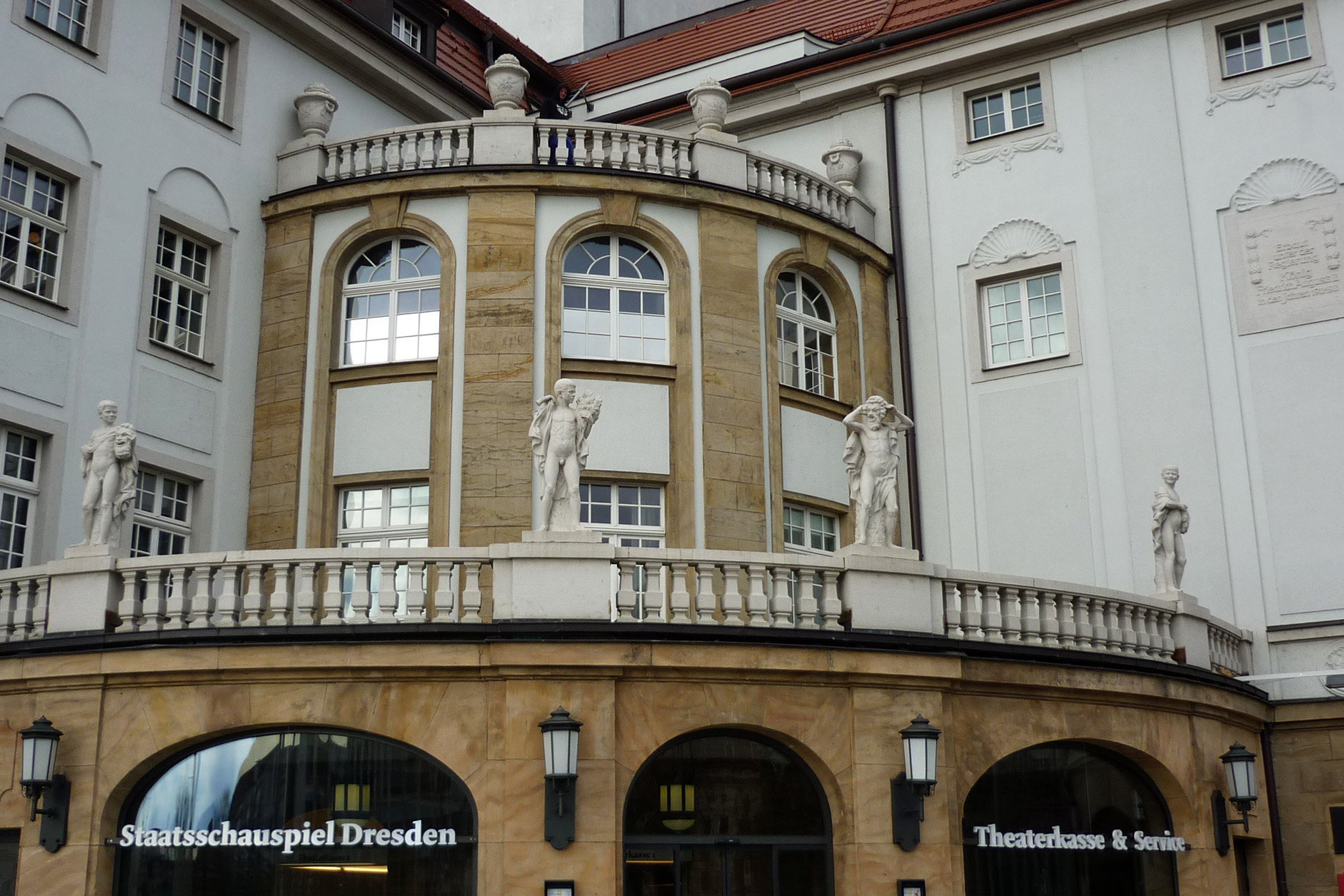
Skulpturen am Schauspielhaus Dresden, z. T. noch mit Kriegsschäden, vor der Restaurierung 2014

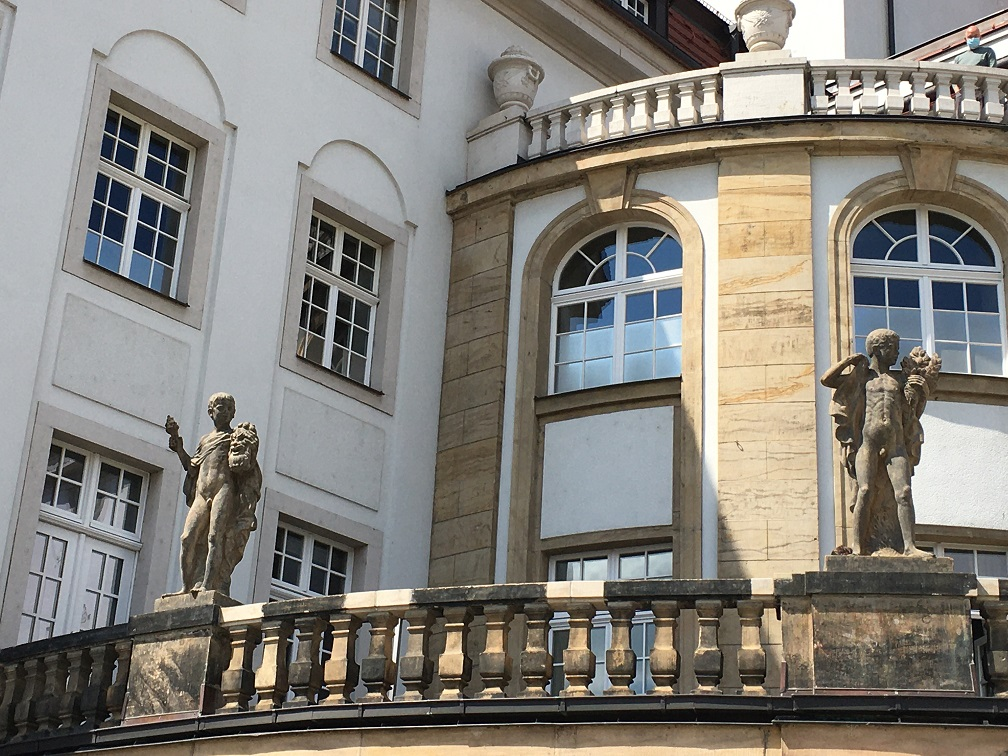
Skulpturen am Schauspielhaus Dresden nach der Restaurierung 2021

Oskar Döll (* 1. März 1886 in Suhl; † 20. September 1914 in Fontenoy) war ein deutscher Bildhauer und Maler, dessen vielversprechend begonnene Künstlerkarriere schon zu Beginn des Ersten Weltkriegs tragisch endete.

## Leben
Döll wurde in Südthüringen als Sohn eines Graveurs geboren, der ihn für dieses Handwerk ausbildete und 1903 auf die Münchner Kunstgewerbeschule schickte. Zusammen mit seinem dortigen Lehrer, dem Bildhauer Ignatius Taschner, ging Döll dann nach Breslau, wo er 1905 sein Studium an der Kgl. Kunst- und Kunstgewerbeschule abschloss. Nach Ableistung seines Einjährig-Freiwilligen-Dienstes in Thüringen folgte er Taschner 1906 für ein Jahr nach Berlin, fühlte sich dort bald jedoch in seiner eigenen künstlerischen Entwicklung zu eingeschränkt.
Von 1907 bis Ende 1912 studierte er erneut, jetzt an der Kgl. Akademie der Bildenden Künste in Dresden als Mitglied der Meisterklasse von Georg Wrba. Zu Dölls dortigem engeren Freundeskreis gehörten der ebenfalls aus Suhl gebürtige Maler Alexander Gerbig, der Dresdner Maler und Komponist Paul Oberhoff und der Görlitzer Paul Pils. Für sie alle war der einige Jahre ältere Max Pechstein, der auch in Dresden ausgebildet wurde und in einem eigenen Atelier arbeitete, das Vorbild für einen Aufbruch zu einem neuen Kunstverständnis.
Schon während der Studienjahre entstand eine Vielzahl kunsthandwerklicher Arbeiten Dölls, wie Entwürfe für Schmuckstücke, Medaillen und Gewehrgravuren. Seine intensive Mitarbeit an Taschners Projekten belegte die Tiergruppe „Mädchen mit Falken auf einem Hirsch“ (1908) als Teil des Berliner „Kronprinzensilbers“. Beteiligungen an Wettbewerben erbrachten Aufträge für Siegel, Gedenkmünzen und anderes, zumeist vermittelt von seinem in Dresden ansässigen Onkel und Berater Otto Keilpart. Als Fassadenschmuck entstandene Monumentalfiguren (besonders in Dresden und im sächsischen Umland) kosteten Döll viel Kraft und verzögerten die Weiterführung eigener Vorhaben.
Döll und Gerbig hatten 1911/12 eine achtwöchige Studienreise nach Frankreich unternommen, ins „Land der Landschaftsmaler“, zu den gotischen Kathedralen und in den Louvre, wo die jungen Thüringer Künstler mit Begeisterung und kritischer Würdigung die Meisterwerke der europäischen Kunst studierten. Das „gewaltige Naturgefühl“ von Paul Cézannes Malerei sowie die Aufhebung tradierter nationaler Formen in den Plastiken von Auguste Rodin beeindruckten Döll besonders nachhaltig.
Vor allem aber prägte das überragende Vorbild Rodin das jahrelange Ringen von Oskar Döll um die plastische Bewältigung nackter Männerkörper, in traditioneller heroischer Anmutung, aber auch lebensverbunden in einer kämpfenden Dreiergruppe oder beim Bergsteigen. Den Geheimnissen formgestalterischer Wahrhaftigkeit seiner Arbeitsprojekte blieb er weiter auf der Spur. Die Gestalt eines Sackträgers zum Beispiel, durchaus mit lokalem Bezug zur Thüringer Heimat, hatte Döll schon in frühen Arbeiten beschäftigt – er hatte sie  „unbekleidet“ und „angezogen“ erprobt, in Handzeichnungen und plastischen Variationen. Mit der Bronzefigur eines nackten antiken Kriegers gewann Döll 1912 einen Wettbewerb zu einem Denkmal der Gefallenen des Deutsch-Französischen Krieges von 1870/71 für den Marktbrunnen in Dippoldiswalde.
Nach umfangreichen bauplastischen Arbeiten für das neue Dresdner Schauspielhaus konnte sich Döll im Herbst 1913 eine zweiwöchige Italienreise zu den Kunstschätzen und Baudenkmälern von Florenz, Rom und Neapel leisten. In sein Tagebuch notierte er am 4. Oktober 1913: „Das stärkste Erlebnis für den Bildhauer: Michelangelos unfertiger David.“
Reisen in die thüringische Heimat, Wandern und Jagdpartien in der Sächsischen Schweiz und in Böhmen, öfters mit Malerfreunden aus Dresden und vorzugsweise mit Paul Oberhoff, brachten ihm Atempausen bei den sich häufenden Entwurfs- und Realisierungsarbeiten bauplastischer Aufträge.
Der Ausbruch des Ersten Weltkriegs beendete abrupt die Karriere des erst 28-jährigen Bildhauers, der in knapp zehn Jahren künstlerischer Entfaltung einen äußerst erfolgreichen Weg gegangen und dabei war, über Max Liebermann seine Aufnahme in die Berliner Secession zu erreichen.
Am 2. August 1914 ereilte Döll die Einberufung zum Kriegsdienst; bereits am 20. September 1914 wurde er bei einer Spähtrupp-Aktion bei Fontenoy als Vizefeldwebel der Landwehr getötet, als befohlen worden war, eine verlorengegangene Regimentsfahne zurückzuholen. „Für Dresdens junge Kunst ist sein Tod ein unersetzlicher Verlust…“, schrieben Dölls Lehrer Georg Wrba und seine Freunde in einem Nachruf.

## Ausstellungen
- Gedächtnisausstellung anläßlich des 100. Geburtstags, Klub „Johannes R. Becher“ Suhl, 25. Oktober bis 10. November 1986
- Ausstellung der Sächsischen Landesbibliothek, Dresden 1986.

## Werke (Auswahl)
- 1897: Spielende Kinder, Aquarell
- 1906: Selbstbildnis mit Zigarre, Öl auf Leinwand
- 1906: Selbstbildnis, Aquarell
- 1908: Unbekleideter Sackträger, Gips
- 1908: Bekleideter Sackträger, Gips
- 1908: Porträtbüste Charlotte Dietze, Gips
- 1905–08: Mädchen mit Falken auf einem Hirsch, Silber (Mitarbeit)
- 1909: Stehender unbekleideter alter Mann, Gips
- 1910: Prägestempel für Gedenkmedaille zur Einweihung des Neuen Rathauses in Dresden
- 1912/13: Brunnen mit Kriegerdenkmal („Antiker Krieger“) für den Marktplatz in Dippoldiswalde, Bronze
- undatiert: Muskelmann, Gips
- 1910/13: Gruppe „Kampf“, Bronze
- 1910/13: Gruppe „Bergsteiger“, Bronze
- 1910/13: Porträtbüste Paul Oberhoff, Bronze
- 1913: Knabe mit Maske und drei weitere Balustradenfiguren über der Königsvorfahrt des neuen Schauspielhauses Dresden, Steinguss
- 1914: Porträtbüsten von Frau Nolden und der Tochter des Dresdner Stadtbaurats Erlwein, Gipsmodelle für Schlusssteine der Studienanstalt für Mädchen, Dresden-Neustadt
- 1913/14: Entwurf Preismedaille der Dresdner Kunstakademie